# Fiamignano
Fiamignano és un comune (municipi) de la província de Rieti, a la regió italiana del Laci, situat a uns 70 km al nord-est de Roma i a uns 25 km al sud-est de Rieti. A 1 de gener de 2019 la seva població era de 1.299 habitants.